# Антоник, Николай Пантелеевич
Николай Пантелеевич Антоник (1922—1993) — советский и украинский военный и колхозный деятель.

## Биография
Родился в 1922 году на Житомирщине. В юности участвовал в освобождении страны от захватчиков во время Великой Отечественной войны. С боями дошёл до Германии. Участвовал в боях с мая 1942 года до 9 мая 1945 года. За боевые заслуги награждён орденом Красной Звезды, медалью «За взятие Кёнигсберга». Был участником парада советских войск, который проходил 24 июня 1945 года в Москве на Красной площади.
В 1953 году прибыл из Восточной Украины в Сокирянский район, Черновицкая область. Работал секретарём парторганизации колхоза в селе Сербичаны, а с 1959 до 1978 года председателем этого хозяйства.
За время его председательства выросла урожайность зерновых и технических культур, на полях и фермах стало больше техники, была механизирована раздача кормов и доения коров. Построено административное здание и детский сад, а для работников животноводческих ферм — столовая, профилакторий и баня. На новом месте построена тракторная бригада и мастерская по ремонту техники.
Сербичанский колхоз стал одним из лучших в районе. Здесь работало 6 полеводческих звеньев, садово-огородная бригада. В отрасли животноводства поголовье крупного рогатого скота достигало до 3,5 тыс. голов, в том числе 400 коров. На свиноферме выращивалось 800—1000 свиней, хорошо было развито овцеводство и птицеводство. За свою деятельность Антоник получил орден Ленина (1973) и орден «Знак Почёта».
Вместе с женой Николай Антоник вырастил троих детей.